# 藏匐柳
藏匐柳（学名：Salix faxonianoides）是杨柳科柳属的植物，是中国的特有植物。分布在中国大陆的西藏、云南等地，生长于海拔3,600米至3,700米的地区，常生长在山坡灌丛中，目前尚未由人工引种栽培。

## 异名
- Salix faxonianoides C. Wang et P. Y. Fu var. vilosa S. D. Zhao